# Bat (bomba)
Bat (ang. „nietoperz”), inne oznaczenie: ASM-2, ASM-N-2A, SWOD Mk 4 – amerykańska samonaprowadzająca bomba skrzydlata opracowana i po raz pierwszy użyta pod koniec II wojny światowej. Była to najbardziej skomplikowana i zaawansowana technicznie bomba samonaprowadzająca, jaka powstała w okresie II wojny światowej.
Początki programu „Bat” wiążą się z programem „Dragon” rozpoczętym w 1941 roku i mającym na celu zaprojektowanie naprowadzanej za pomocą kamery telewizyjnej torpedy do zwalczania celów nawodnych. W roku 1942 program przemianowano na „Pelican”, a jego zadaniem było zaprojektowanie skrzydlatej bomby głębinowej z półaktywnym naprowadzaniem radarowym. Jednak w połowie roku 1943 ponownie zmieniono nazwę i kierunek programu rozwojowego – powstał wówczas program „Bat”, którego celem było zaprojektowanie samonaprowadzającej bomby do zwalczania celów nawodnych.
„Nietoperz” używał aktywnego radaru do znalezienia celu. W bombie znajdowały się cztery małe wiatraki napędzające prądnicę, która zapewniała dopływ prądu do radaru, autopilota i układów żyroskopowych. Bomby zrzucano z samolotów Consolidated PB4Y-2 Privateer (zmodyfikowane dla potrzeb US Navy Liberatory), które przenosiły po jednej bombie pod każdym skrzydłem. Po znalezieniu celu bomba odczepiała się od samolotu i leciała lotem ślizgowym w kierunku celu. Maksymalny zasięg bomby zależał od pułapu, z którego była zrzucona, zarejestrowano przypadek zatopienia japońskiego niszczyciela z odległości 32 km. Bomba używana była także do niszczenia mostów w Birmie i innych celów naziemnych. Szacuje się, że bomby tego typu zatopiły statki i okręty o łącznym tonażu 250 000 ton.